# Per Ola Olsson
Per Ola (PO) Olsson. född den 21 juli 1960 i Lerberget i Väsby församling, är en svensk skolman och lundaprofil. 

## Biografi
Efter avslutade gymnasiestuider vid Olympiaskolan i Helsingborg 1980 gjorde Olsson militärtjänstgöring vid Lv 4 i Malmö 1980–1981 och avlade reservofficersexamen på LvOSH/TS i Göteborg 1982. Samma år inskrevs han vid Lunds universitet där han avlade filosofie kandidatexamen i historia och statsvetenskap 1996.
Olsson var länge anställd vid Folkuniversitetet i Lund där han från 1997 hade ansvaret för att bygga upp dess första gymnasieskola och tillika Lunds första fristående skola på gymnasienivå, Carl Adolph Agardhgymnasiet. Han var skolans rektor 1999–2013 samt var även under åren 2002–2005 rektor för motsvarande gymnasium i Malmö (Naturhumanistiska gymnasiet). 
Från och med 2013 är han rektor för Internationella Engelska Skolans nyöppnade skola i Lund. År 2024 bildades Riksföreningen Sveriges Skolledare som omfattar alla skolledare som arbetar inom Internationella Engelska Skolan (IES), där Olsson valdes till föreningens ordförande.

### Lundaprofil
Vid sidan av sin yrkesgärning har Olsson dock innehaft en lång rad framträdande poster inom ett flertal studentorganisationer. På Helsingkrona nation var han med och bildade nationens spexensemble Helsingkronaspexet, för vilket han var förman 1987. Han har varit redaktör för nationstidningen Helsingkroniten och mångårig husförman för Helsingkronagården. Han ansvarade också för den omfattande renovering den sistnämnda genomgick i början av 1990-talet. Numera är han en av nationens hedersledamöter. Inom Akademiska Föreningen (AF) har han haft och har alltjämt många uppdrag. Olsson var i mer än 10 år aktiv inom AF:s Arkiv & Studentmuseum och dess förman 1995–2001. Han var med och startade samt var förste sändningschef för den lokala TV-kanalen Steve (Student-TV). 2003–2007 var han AF:s vice ordförande och han hade redan innan han valdes till denna post utsetts till en av AF:s hedersledamöter. Olsson är även avgjuten som näsa nr 55 i AF:s Nasotek. Olsson har vidare varit aktiv inom Lunds Studentkår, bland annat som kårordförande 1988, Sveriges Förenade Studentkårer som vice ordförande 1985/86 och Lundakarnevalen. I den sistnämnda har han bland annat varit sektionschef 1990 samt åren 1994 och 1998 förestått Konstifiket. Han var även 2000–2007 cancellimästare i Sällskapet CC och är från sistnämnda år till 2020 sällskapets stormästare. Han var 2009–2017 inspector för Lunds Akademiska Officerssällskap, och är där hedersledamot No24.
Olsson var 1992–1993 tillsammans med bland andra Johan Wester deltagare i det lundensiska laget i retoriktävlingsprogrammet Dominans på SVT, och tog laget till seger i båda de säsonger programmet sändes.